# Foltergarten der Sinnlichkeit
Foltergarten der Sinnlichkeit (Originaltitel: Emanuelle e Françoise (Le sorelline)) ist ein italienischer Erotikfilm mit Horror- und Thriller-Elementen von Joe D’Amato aus dem Jahre 1975. Der Film ist lose mit der Erotikfilmreihe Emmanuelle mit Sylvia Kristel verbunden und ist auch unter den Titeln Emanuelle – sündhaft und verdorben, Die Lady mit der Pussy Cat, Emanuelle’s Revenge, Blood Vengeance und Demon Rage bekannt.

## Handlung
Das junge Fotomodell Françoise ertappt ihren spielsüchtigen Freund Carlo in flagranti mit einer anderen Frau. Carlo, der das Model in der Vergangenheit mehrfach ausnutzte und sie gegen Bezahlung auch an andere Männer vermittelte, entscheidet sich für seine Liebschaft und trennt sich kurzerhand von der eifersüchtigen Françoise. Diese versucht daraufhin vergebens, ihre Schwester Emanuelle zu kontaktieren, begeht dann aber aus Verzweiflung Suizid.
Im Krankenhaus wird der Journalistin Emanuelle Françoises Abschiedsbrief übergeben. Darin erfährt die Redakteurin, dass es einen Zusammenhang zwischen dem Tod des geliebten Familienmitglieds und deren Freund Carlo gibt. Emanuelle sinnt auf Rache und schmiedet einen teuflischen Plan. Sie lockt den Schürzenjäger in ihr Haus, verabreicht ihm Drogen und sperrt ihn angekettet in eine geheime, schalldichte Kabine. Dort erwacht der Gefangene und kann durch einen Einwegspiegel ins benachbarte Wohnzimmer sehen, ohne selbst gesehen zu werden. Durch Drogen und Wasserentzug beeinflusst, beobachtet er fortan, was Emanuelle im Schlafzimmer mit diversen Männern tut, und beginnt langsam, blutige Schreckensszenarien und kannibalische Handlungen zu halluzinieren.
Nach tagelanger Tortur offenbart sich die Rächerin dem erstaunten Carlo als Schwester der Selbstmörderin Françoise. Sie will ihr wehrloses Opfer entmannen, damit Carlo zukünftig keine Frauen mehr ins Unglück stürzt. Durch eine Unachtsamkeit kann sich das Opfer jedoch befreien und sinnt sogleich auf Vergeltung. Emanuelle versucht zu entkommen, wird aber schließlich von Carlo gestellt und ermordet. Gleichzeitig alarmieren durch Emanuelles Schreie aufgebrachte Nachbarn die Polizei. Carlo gerät beim Eintreffen der Beamten in Panik und versteckt sich in der Geheimkabine, die von innen nicht zu öffnen ist, was letztlich sein Schicksal besiegelt.

## Hintergrund
- Emanuelle e Françoise war Joe D’Amatos erster Film, der zu signifikanten Anteilen Erotik als Thema hatte. In den nachfolgenden Jahren drehte der Regisseur noch zahlreiche weitere Erotikfilme. In Foltergarten der Sinnlichkeit überwiegen die Sexszenen in der ersten Hälfte des Films. Im nachfolgenden Verlauf nehmen die Szenen, die dem Horrorgenre zuzuordnen sind, überhand. Insgesamt lässt sich die Inszenierung deshalb in kein eindeutiges Genre einordnen.
- Die Idee zum Film stammte von D’Amatos Freund Bruno Mattei, der im Anschluss den Lagerfilm KZ 09 drehte.
- Seine italienische Premiere erlebte der Film am 5. November 1975.
- Der Schweizer Filmproduzent Erwin C. Dietrich kaufte den Film 1978 ein. Der provokante Inhalt veranlasste ihn dazu, weit über 20 Minuten aus dem Film herauszuschneiden und stattdessen alternative, nicht von D’Amato beabsichtigte Szenen einzufügen, die dieser zuvor mit Brigitte Lahaie für andere Produktionen gedreht hatte und die Hardcore-Aufnahmen beinhalteten. Eastmans Halluzination, wonach seine Peinigerin mit ihren Gästen Menschenfleisch isst, wurde überhaupt nicht gezeigt. Klavierklänge ersetzten die Originalmusik, ein neues Filmplakat zeigte Frauen, die im Film nicht zu sehen waren, und die vom ursprünglichen Titel stark abweichende Neukreation Foltergarten der Sinnlichkeit ergänzte er mit dem gewagten Zusatz: „Eine Elite-Film-Farbfilmproduktion“, womit er den umgeschnittenen Film als Produktion seiner Zürcher Elite bewarb. Diese Fassung erhielt am 19. Juli 1979 die FSK-Freigabe ab 18 nff und wurde nur in Deutschland durch Dietrichs Berliner Verleihfirma Avis Ascot aufgelegt.[1] Sie bildete bis vor kurzem die einzige deutschsprachige Version des Films. Bereits bei der Kinoveröffentlichung am 10. August 1979, vier Jahre nach der Erstauswertung in Italien 1975, wurde Foltergarten der Sinnlichkeit stark gekürzt. Diese Version erschien am 27. Juni 2005 auf DVD.[2]

## Kritik
„Ein peinlich-dummes Machwerk“ nannte das Lexikon des internationalen Films das Ergebnis, während R.P. im Corriere della Sera zu dem Ergebnis kam, der Film wecke mit seinem Titel falsche Erwartungen von Erotomanen, sei in der Realität aber ein bescheidener Thriller auf erotischer Basis.